# Altarretabel (Goussainville)

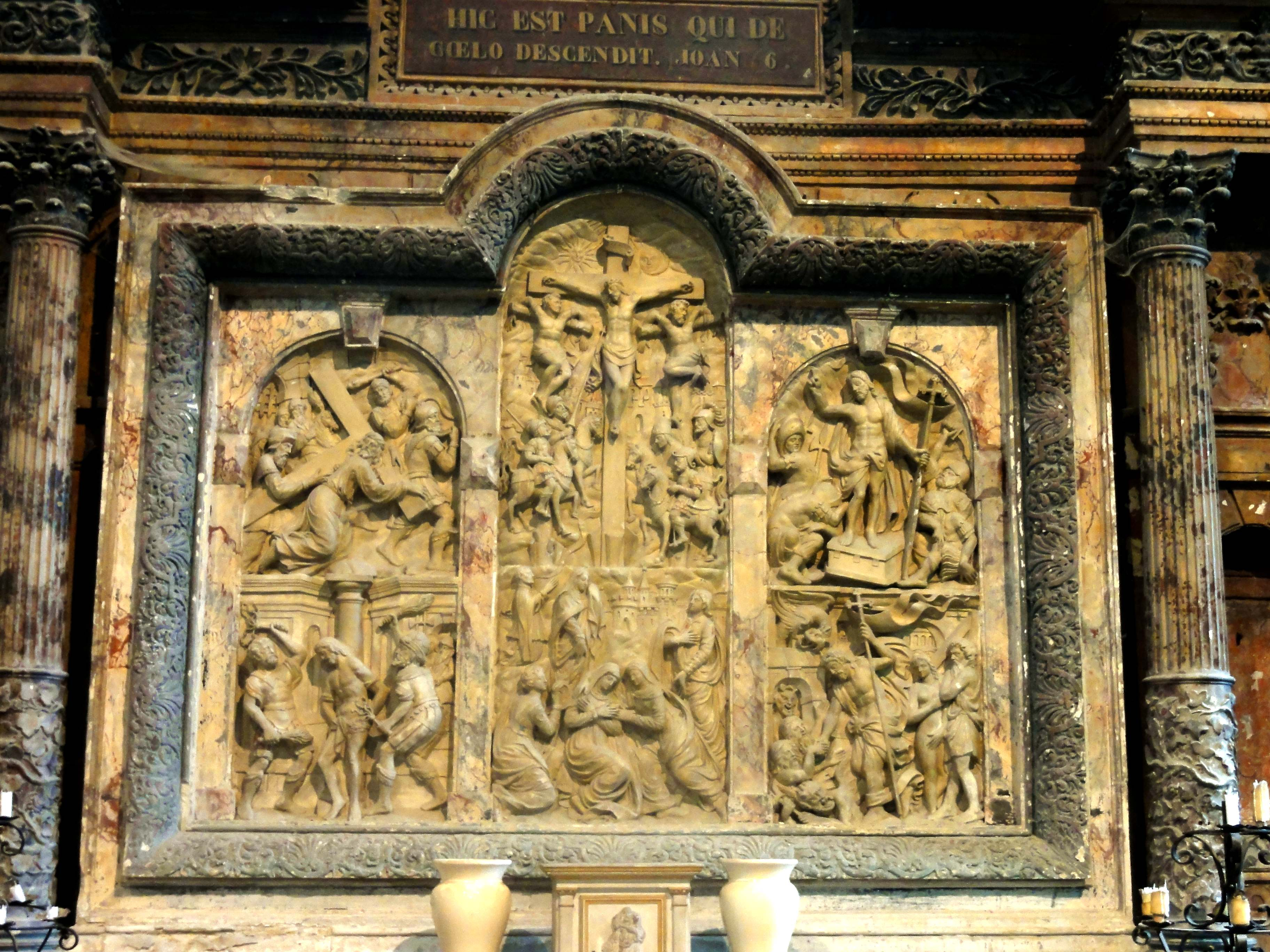
Altarretabel in Goussainville

Das Altarretabel in der katholischen Kirche St-Pierre-St-Paul in Goussainville, einer französischen Gemeinde im Département Val-d’Oise in der Region Île-de-France, wurde 1608 geschaffen. Das Altarretabel steht seit 1908 als Monument historique auf der Denkmalliste in Frankreich.
Das polychrome Triptychon aus Kalkstein wurde von einem unbekannten Meister geschaffen. Das Werk zeigt fünf Szenen der Passion Christi: links die Geißelung und Kreuztragung, in der Mitte die Kreuzigung, rechts die Höllenfahrt und die Auferstehung.

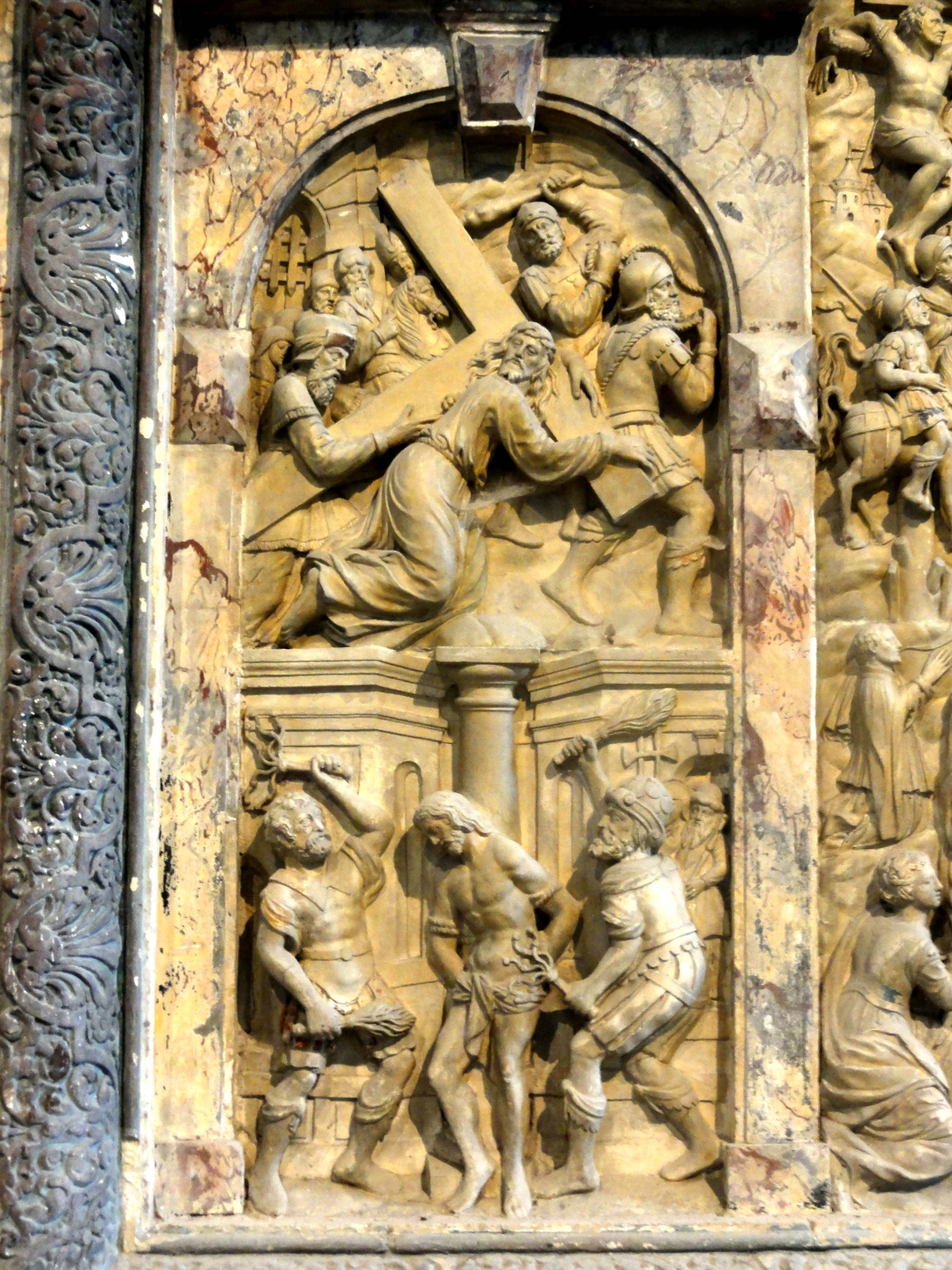
Geißelung und Kreuztragung
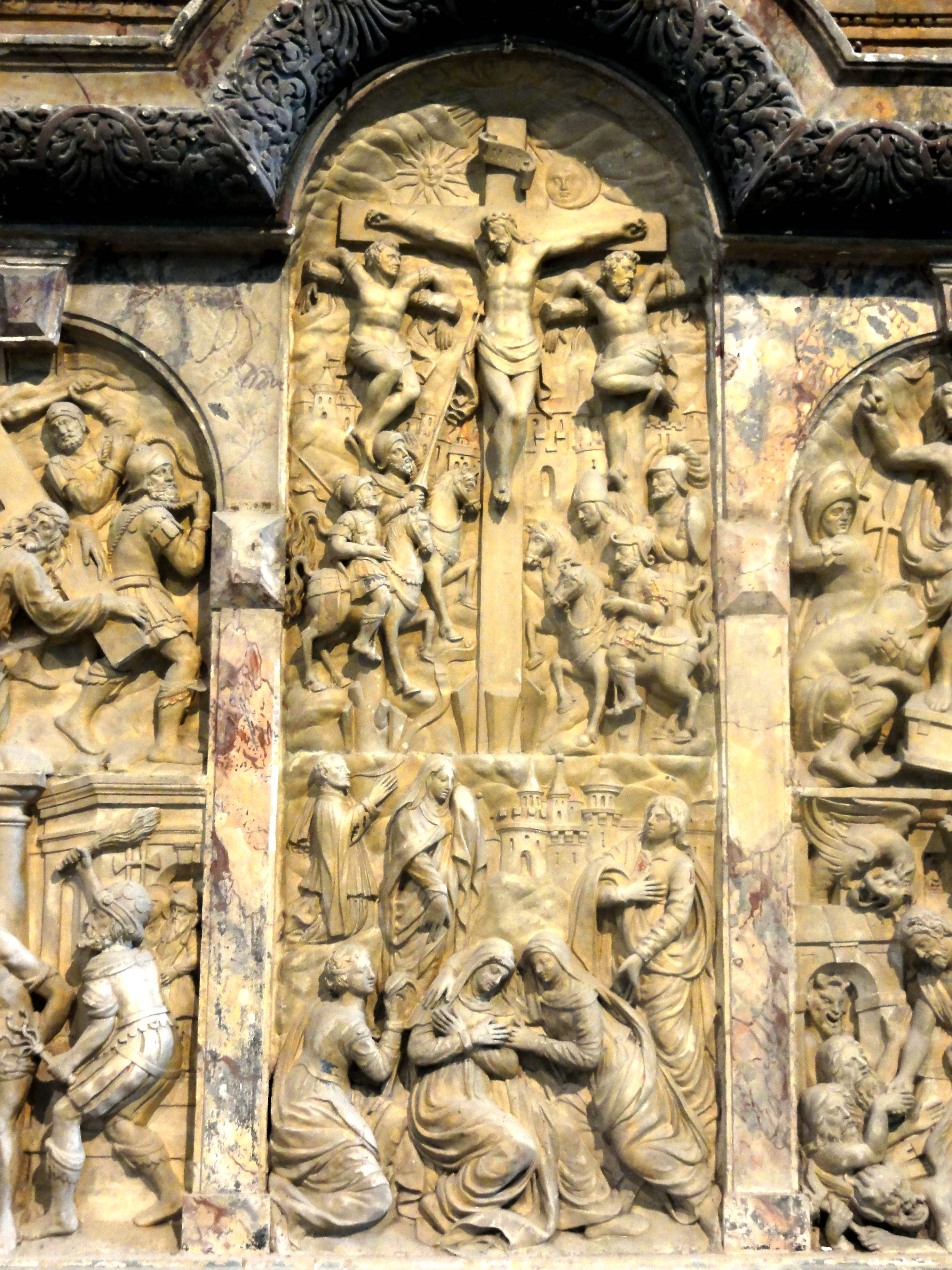
Kreuzigung
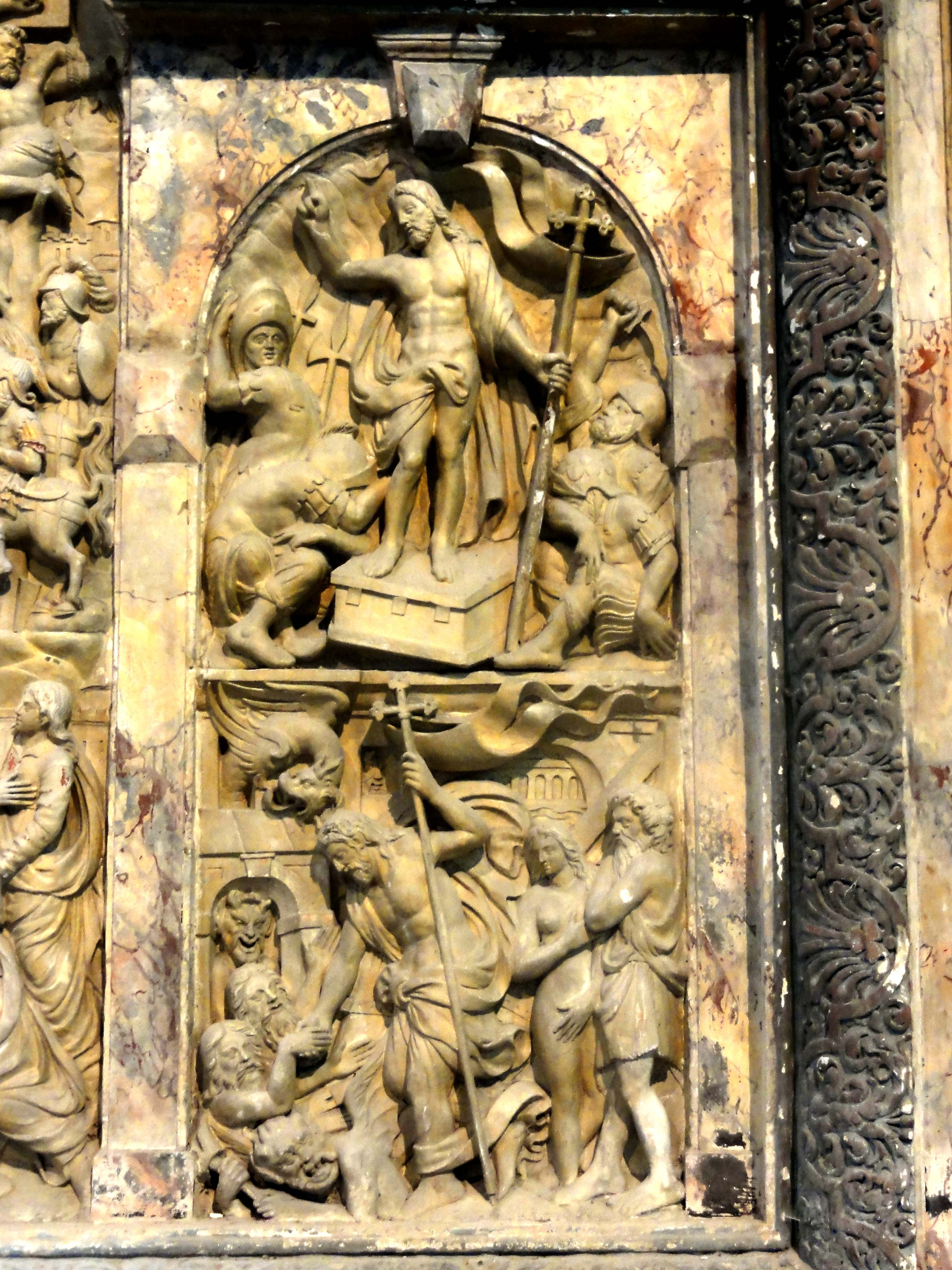
Höllenfahrt Christi und Auferstehung